# پسر پاک شد
پسر پاک شد (انگلیسی: Boy Erased) فیلمی در ژانر درام به کارگردانی جوئل اجرتون است که در ۲ نوامبر ۲۰۱۸ از سوی فوکس فیچرز منتشر شد. از بازیگران آن می‌توان به لوکاس هجز، راسل کرو، نیکول کیدمن، چری جونز و جوئل اجرتون اشاره کرد.
در واقع فیلم پسر پاک شده بر اساس یک رمان است.